# Helsinglands Enskilda Bank

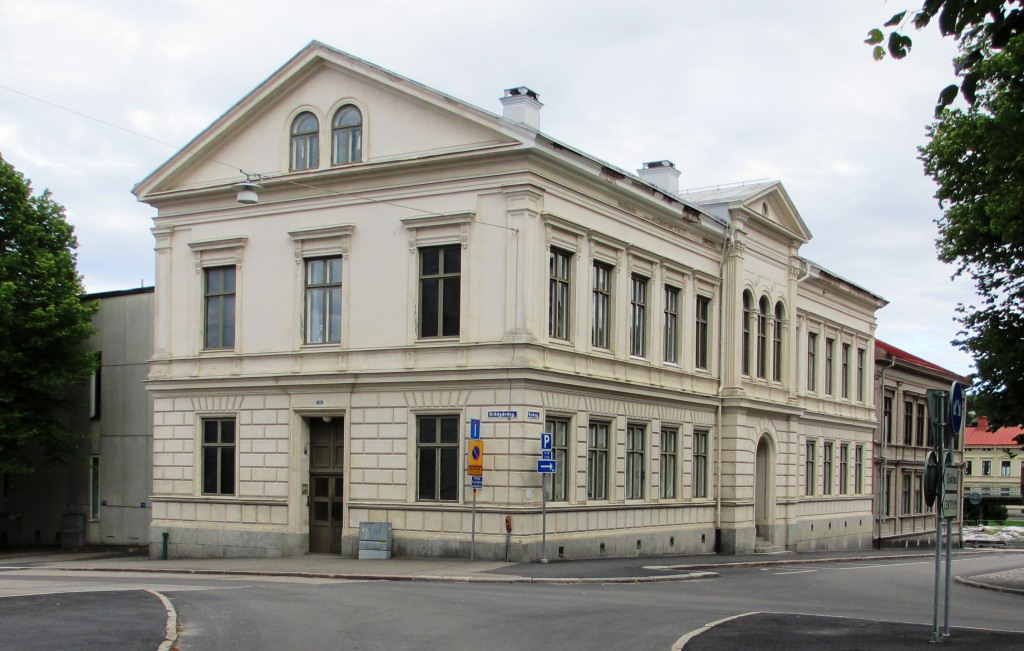
Huvudkontoret i Söderhamn, vilket 1934 ombyggdes till postkontor

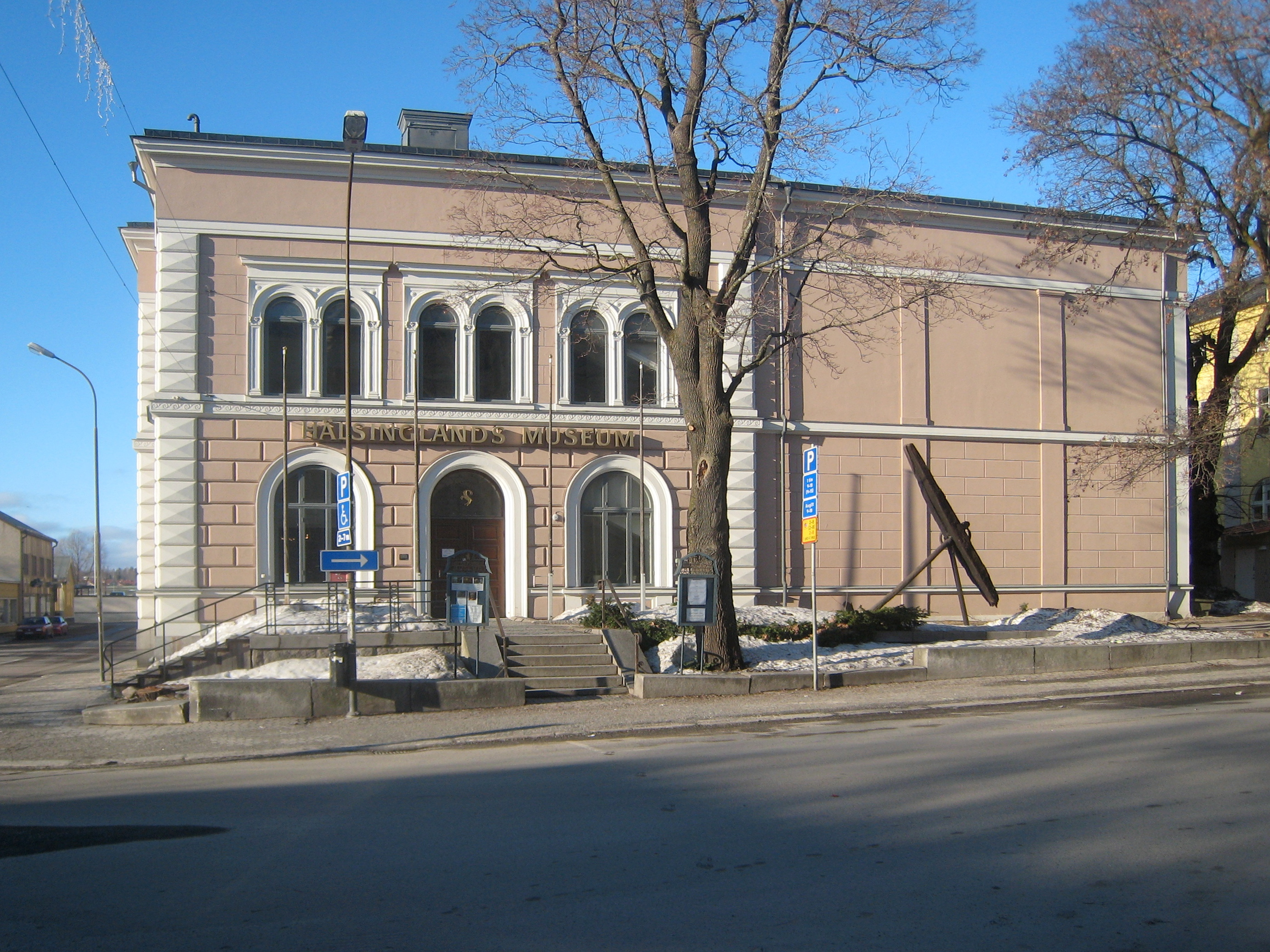
Helsingebankens kontor i Hudiksvall

Helsinglands Enskilda Bank i dagligt tal "Helsingebanken", startade sin verksamhet den 1 januari 1874. Huvudkontoret låg i Söderhamn. Byggnaden finns fortfarande kvar i kvarteret Elefanten, bredvid Rådhuset.
Helsingebanken byggde på den rörelse som drevs av Filialbanken i Hudiksvall från och med 1855, men Helsingebanken startades som en helt ny bank där teckningen av lotter fick ske; till hälften av lottägare i Filialbanken (för norra Hälsingland) och till hälften av nytillkommande ägare med hemort i Söderhamn med omnejd (för södra Hälsingland). Helsingebanken hade initialt två självständiga kontor, i Hudiksvall respektive Söderhamn. Två kommissionskontor – i Bollnäs och Ljusdal – var planerade redan från början och öppnades den 1 juli 1874. Ljusdalskontoret inrymdes i det som senare skulle bli Hotell Claesro. Filialbanken i Hudiksvall likviderades per ultimo 1874 och verksamheten överfördes till Helsingebanken.
Helsingebanken hade som enskild bank rätt att finansiera sin verksamhet genom utgivande av "egna kreditsedlar". Detta innebär i klartext, att sedlar utgivna av Helsingebanken i Söderhamn var giltiga betalningsmedel i hela riket. Även hudiksvallskontoret gav ut sedlar, men blanketterna var gemensamma med utgivningsorten Söderhamn. Utgivningsorterna kan dock skiljas åt genom signatärerna. Sedlar i valörerna 5, 10, 50 och 100 kronor utgavs med årtalsbeteckningen 1874 tryckta av Bagges sedeltryckeri i Stockholm. Från och med årtalsbeteckningen 1879 trycktes nya sedelblanketter av Bradbury & Wilkinson i London, i samma valörer, utom femkronorssedeln – som det från och med den 1 januari 1880 blev förbjudet att utge (SFS 1879:27, given 20 juni 1879). Finansdepartementets bankbyrå (nuvarande Finansinspektionen) övervakade med stor nit att inväxlade femkronorssedlar makulerades. De enskilda bankernas sedelutgivningsrätt upphävdes successivt och genom avtal med Sveriges riksbank den 20 oktober 1902, åtog sig Helsingebanken att upphöra med sedelutgivningen från och med den 1 maj 1903. Helsingebankens sedlar existerar således endast med årtalen 1874 och 1879, trots att de utgivits under hela perioden 1874–1903.
För att säkerställa finansieringen, erhöll Helsingebanken – som kompensation för den förlorade sedelutgivningsrätten – ett kassakreditiv om 320.000 kronor i Sveriges riksbank. Detta minskades årligen med 40.000 kronor och upphörde helt per ultimo 1910. Dragningsrätten var säkerställd genom pantbrev. 
Helsingebankens primära verksamhetsområde var naturligtvis Hälsingland, men redan 1883 öppnades ett kommissionskontor i Gävle. Utöver tidigare nämnda orter, fanns kontor i Alfta, Arbrå, Delsbo, Edsbyn, Franshammar (Hassela), Los, Färila, Kilafors, Gnarp, Ytterhogdal, Järvsö och Bergsjö. Därutöver fanns utanför Hälsingland, kontor i Ockelbo, Sveg, Bergby och Torsåker. Det sista av Helsingebankens kontor som öppnades, var det i Järbo (1917).
Efter en budgivningsstrid med Norrlandsbanken, vann Mälareprovinsernas Enskilda Bank makten i Helsingebanken, som övertogs från och med ingången av 1917 (Mälarebanken hade för övrigt öppnat ett avdelningskontor i Söderhamn redan 1855, men stängt detta på grund av konkurrens från främst Helsingebanken). Verksamheten drevs under året 1917 vidare under Helsingebankens namn, dock i kommission för Mälarbanken . Därefter försvann Helsingebanken för gott och med Svenska Handelsbankens övertagande 1926, även Mälarbanken. Ett par av Bradbury & Wilkinsons tryckplåtar för tiokronorssedlarna och söderhamnskontorets kassakista finns dock att beskåda på Svenska Handelsbankens kontor i Söderhamn.

## Direktörer
- 1874–1892 Carl Fougt
- 1892–1907 Jacob Alexander Lundmark
- 1907–1917 Hjalmar Böttiger